# Colonia Palma Sola
Colonia Palma Sola är en ort i Mexiko.   Den ligger i kommunen Ciudad Valles och delstaten San Luis Potosí, i den centrala delen av landet, 280 km norr om huvudstaden Mexico City. Colonia Palma Sola ligger 132 meter över havet och antalet invånare är 252.
Terrängen runt Colonia Palma Sola är platt västerut, men österut är den kuperad. Runt Colonia Palma Sola är det ganska tätbefolkat, med 78 invånare per kvadratkilometer. Närmaste större samhälle är Ciudad Valles, 3,8 km väster om Colonia Palma Sola. Omgivningarna runt Colonia Palma Sola är en mosaik av jordbruksmark och naturlig växtlighet.